# کوه هویلا اج
کوه هویلا اج (به اسپانیایی: Huila Aje) یک کوه در پرو است که در منطقه اوکایالی واقع شده‌است. کوه هویلا اج ۵٬۹۰۰ متر بالاتر از سطح دریا واقع شده‌است.